# کلاته قاینی
کلاته قاینی روستایی در دهستان افین بخش زهان شهرستان زیرکوه استان خراسان جنوبی ایران است. بر پایه سرشماری عمومی نفوس و مسکن در سال ۱۳۹۰ جمعیت این روستا ۲۶ نفر (در ۱۱ خانوار) بوده است.